# Кулс-Лартиг, Льюис
Льюис Кулс-Лартиг (англ. Louis Cools-Lartigue; 18 января 1905 — 21 августа 1993) — государственный деятель Доминики, губернатор (1967—1978), исполняющий обязанности президента (1978—1979).
С ноября 1967 года по ноябрь 1978 года Кулс-Лартиг занимал должность губернатора Доминики. После провозглашения независимости Доминики, 3 ноября 1978 года, временно исполнял обязанности президента страны до вступления в должность избранного президента Фреда Дегазона. После того как Дегазон в ходе конституционного кризиса в июне 1979 года покинул Доминику, Кулс-Лартиг вновь в течение двух дней исполнял обязанности президента, хотя номинально им оставался Дегазон. 
В 1968 году королевой Елизаветой II был возведён в рыцарское достоинство.